# Núi Sam (Châu Đốc)
Núi Sam is een phường in de thị xã Châu Đốc, in de Vietnamese provincie An Giang. Núi Sam ligt aan de westelijke oever van de Hậu.